# Orsima ichneumon
Orsima ichneumon là một loài nhện trong họ Salticidae.
Loài này thuộc chi Orsima. Orsima ichneumon được Eugène Simon miêu tả năm 1901.